# Мерфи, Шей
Эшая Мари «Шей» Мерфи (англ. Eshaya Marie "Shay" Murphy; род. 15 апреля 1985 года, Канога-Парк, Лос-Анджелес, штат Калифорния, США) — американская профессиональная баскетболистка, выступавшая в женской национальной баскетбольной ассоциации. Была выбрана на драфте ВНБА 2007 года во втором раунде под 15-м номером командой «Миннесота Линкс». Играет на позиции атакующего защитника. В настоящее время защищает цвета турецкого клуба «Мерсин БШБ СК».

## Ранние годы
Шей Мерфи родилась 15 апреля 1985 года в Канога-Парке, западном районе города Лос-Анджелес, штат Калифорния, дочь Полетты Мерфи, у неё есть младший брат, Джордж, училась в Ван-Найсе, юго-восточном районе Лос-Анджелеса, в подготовительной школе Монтклэр, в которой выступала за местную баскетбольную команду.